# Honingraat-zandkokerworm
De honingraat-zandkokerworm (Sabellaria alveolata) is een borstelworm uit de familie Sabellariidae. Sabellaria alveolata werd in 1767 voor het eerst wetenschappelijk beschreven door Carl Linnaeus als Sabella alveolata.

## Beschrijving
De honingraat-zandkokerworm is een gesegmenteerde ringworm die buizen bouwt van gecementeerd grof zand en/of schelpmateriaal. Deze buizen, die vaak dicht opeengepakt zijn en een kenmerkend honingraatpatroon vormen kunnen uitgroeien tot grote riffen van enkele meters breed en een meter diep in intergetijden- en subtidale omgevingen. Wanneer volwassen varieert de grootte van 30 tot 40 mm. De thorax heeft drie paar afgeplatte chaetale omhulsels, de chaetes vormen een operculum die wordt gebruikt om de buisopening af te dichten. Afhankelijk van het lokale substraat varieert de kleur van de buis. Het zijn filtervoeders en gebruiken met trilharen bedekte tentakels om voedsel uit het water te halen.

## Verspreiding
Het verspreidingsgebied van deze zandkokerworm betreft de Middellandse Zee en de Noord-Atlantische Oceaan ten zuiden van Marokko. De Britse Eilanden vormen de noordelijke grenzen van de verspreiding in de noordoostelijke Atlantische Oceaan. De honingraat-zandkokerworm wordt ook gevonden aan de zuid-, west- en noordkust van Ierland.